# کیم یونگ من (نویسنده)
کیم یونگ من (Kim Yong-man) شاعر مدرن کره جنوبی است.
کیم در سال ۱۹۴۰ در بویو، استان چونگنام به دنیا آمد.

### مجموعه داستان‌های کوتاه
- Youse Ma Woman (1992)
- The Knife-Wielding Wife (2006)

### رمان
- تیغه و نور خورشید (۱۹۹۳)
- عصر مردم (۱۹۹۳)
- زنانی که هیولاها را دوست دارند (۲۰۰۸)
- Neungsoo's Mother of Chuncheon Restaurant (2009)

### مجموعه‌ها
- فضای مجازی مادر (۲۰۱۰)

## جوایز
- جایزه ادبی پارک یانگ جون (۲۰۰۲)
- جایزه ادبی بین‌المللی PEN (زنانی که هیولاها را دوست دارند، ۲۰۰۸)
- جایزه ادبیات Kyunghee (فضای مجازی مادر، ۲۰۱۰)